# Мертола (фрегезия)
Мертола (порт.  Mértola) — фрегезия (район) в муниципалитете Мертола округа Бежа в Португалии. Территория — 318,13 км². Население — 3093 жителей. Плотность населения — 9,7 чел/км².